# 레일라 알리예바
레일라 알리예바(아제르바이잔어: Leyla Əliyeva, 1984년 7월 3일 ~ )는 아제르바이잔의 일함 알리예프 대통령의 장녀이다.